# Copa Asobal 2020
La XXXI edición de la Copa Asobal se celebró entre el 5 y el 6 de junio de 2021, en el Palacio de Deportes de Santander.
En ella participaron los tres primeros equipos de la Liga ASOBAL 2020-21 al término de la primera vuelta de la competición, que fueron el FC Barcelona, el Bidasoa Irún y el Bada Huesca, y el equipo organizador de la competición, el Liberbank Cantabria Sinfín.

## Eliminatorias
|  | Semifinales                | Semifinales                | Semifinales                |                            |              | Final        | Final | Final |  |
|  |                            |                            |                            |                            |              |              |       |       |  |
|  |                            |                            |                            |                            |              |              |       |       |  |
|  | Liberbank Cantabria Sinfín | Liberbank Cantabria Sinfín | 33                         |                            |              |              |       |       |  |
|  | Liberbank Cantabria Sinfín | Liberbank Cantabria Sinfín | 33                         |                            |              |              |       |       |  |
|  | Bidasoa Irún               | Bidasoa Irún               | 28                         |                            |              |              |       |       |  |
|  | Bidasoa Irún               | Bidasoa Irún               | 28                         |                            | FC Barcelona | FC Barcelona | 32    |       |  |
|  |                            |                            |                            |                            | FC Barcelona | FC Barcelona | 32    |       |  |
|  |                            |                            | Liberbank Cantabria Sinfín | Liberbank Cantabria Sinfín | 22           |              |       |       |  |
|  | FC Barcelona               | FC Barcelona               | Liberbank Cantabria Sinfín | Liberbank Cantabria Sinfín | 22           | 43           |       |       |  |
|  | FC Barcelona               | FC Barcelona               |                            |                            |              | 43           |       |       |  |
|  | Bada Huesca                | Bada Huesca                | 27                         |                            |              |              |       |       |  |
|  | Bada Huesca                | Bada Huesca                | 27                         |                            |              |              |       |       |  |
|  |                            |                            |                            |                            |              |              |       |       |  |

| Campeón                  |
| FC Barcelona 16.° título |

- Datos: Q109425167